# Meriones grandis
Meriones grandis és una espècie de mamífer rosegador de la família dels múrids. Viu a altituds de fins a 2.800 msnm al Marroc, Algèria i Tunísia. El seu hàbitat natural són les zones relativament humides de la serralada de l'Atles. És una espècie en risc mínim, és a dir, no sembla que hi hagi cap amenaça significativa per a la seva supervivència. El seu nom específic, grandis, significa ‘gros’ en llatí.